# Ruggieria glaucescens
Ruggieria glaucescens är en svampart som först beskrevs av Louis Charles Trabut, och fick sitt nu gällande namn av Cif. & Montemart. 1958. Ruggieria glaucescens ingår i släktet Ruggieria, divisionen sporsäcksvampar och riket svampar.   Inga underarter finns listade i Catalogue of Life.